# Yuka Murofushi
Yuka Murofushi (jap. 室伏 由佳, Murofushi Yuka; * 11. Februar 1977 in der Präfektur Shizuoka) ist eine ehemalige japanische Leichtathletin, die sich auf den Hammerwurf sowie den Diskuswurf spezialisiert hat. Sie ist die Tochter des Hammerwerfers Shigenobu Murofushi und die Schwester des Olympiasiegers und Weltmeister im Hammerwurf, Kōji Murofushi.

## Sportliche Laufbahn
Erste internationale Erfahrungen bei internationalen Meisterschaften sammelte Yuka Murofushi im Jahr 1996, als sie bei den Juniorenweltmeisterschaften in Sydney mit einer Weite von 51,56 m den sechsten Platz im Diskuswurf belegte. Im Jahr darauf gewann sie bei den Ostasienspielen in Busan mit 51,90 m die Bronzemedaille hinter den Chinesinnen Xiao Yanling und Luan Zhili. 1998 belegte sie bei den Asienmeisterschaften in Fukuoka mit 49,01 m den achten Platz und 2000 wurde sie bei den Asienmeisterschaften in Jakarta mit 53,14 m Fünfte im Diskuswurf und gewann im Hammerwurf mit einer Weite von 58,64 m die Silbermedaille hinter der Chinesin Li Xiaoxue. Im Jahr darauf gewann sie bei den Ostasienspielen in Osaka mit 50,87 m erneut die Bronzemedaille mit dem Diskus, diesmal hinter der Chinesin Li Qiumei und ihrer Landsfrau Miyoko Nakanishi. 2002 nahm sie erstmals an den Asienspielen in Busan teil und belegte dort mit 51,68 m den fünften Platz im Diskuswurf und erreichte mit dem Hammer mit 57,23 m Rang sechs.
Bei den Leichtathletik-Asienmeisterschaften 2003 in Manile belegte sie mit 54,08 m den fünften Platz mit dem Diskus und im Jahr darauf nahm sie im Hammerwurf an den Olympischen Spielen in Athen teil, schied dort aber mit 65,33 m in der Qualifikation aus und stellte in diesem Jahr auch mit 67,77 m einen neuen Landesrekord auf. Auch bei den 2005 in Helsinki stattfindenden Weltmeisterschaften verpasste sie mit 62,83 m den Finaleinzug, gewann anschließend aber bei den Asienmeisterschaften in Incheon mit 62,62 m die Bronzemedaille im Hammerwurf hinter den Chinesinnen Zhang Wenxiu und Gu Yuan und wurde mit dem Diskus mit 56,23 m Vierte. Daraufhin gewann sie bei den Ostasienspielen in Macau mit 54,28 m die Bronzemedaille im Diskuswurf hinter den Chinesinnen Song Aimin und Ma Shuli und sicherte sich auch im Hammerwurf mit 63,67 m hinter Zhang Wenxiu und deren Landsfrau Liu Yinghui Bronze. Im Jahr darauf nahm sie erneut an den Asienspielen in Doha teil und belegte dort mit 52,26 m bzw. 59,74 m jeweils den vierten Platz.
2007 schied sie bei den Weltmeisterschaften in Osaka im Diskusbewerb mit 52,76 m in der Qualifikation aus und 2009 gewann sie bei den Asienmeisterschaften in Guangzhou mit 61,99 m die Bronzemedaille im Hammerwurf hinter den Chinesinnen Zhang Wenxiu und Hao Shuai und belegte mit dem Diskus mit einem Wurf auf 55,14 m den vierten Platz. Bei ihren dritten Asienspielen ebendort im Jahr darauf wurde sie im Diskusbewerb mit 50,28 m Sechste und gewann mit dem Hammer mit 62,94 m die Bronzemedaille hinter den Chinesinnen Zhang Wenxiu und Wang Zheng. 2011 gewann sie dann bei den Asienmeisterschaften in Kōbe mit 62,50 m eine weitere Bronzemedaille, diesmal hinter ihrer Landsfrau Masumi Aya und Liu Tingting aus China. Zudem erreichte sie mit dem Diskus mit 49,24 m Rang acht. 2012 beendete sie schließlich in Fukuoka im Alter von 35 Jahren ihre Karriere als Leichtathletin.
In den Jahren 2000, von 2002 bis 2008, 2010 und 2011 wurde Murofushi japanische Meisterin im Diskuswurf sowie 2004 und 2005 und von 2008 bis 2010 auch im Hammerwurf.

## Persönliche Bestleistungen
- Diskuswurf: 58,62 m, 13. Mai 2007 in Gifu
- Hammerwurf: 67,77 m, 1. August 2004 in Fujiyoshida (japanischer Rekord)